# The Best Damn Thing (chanson)
Singles de Avril Lavigne
Hot
(2007) Alice
(2010)
The Best Damn Thing est une chanson de la musicienne canadienne Avril Lavigne issue de son album éponyme[réf. nécessaire]. La chanson est publiée en tant que quatrième et dernier single de The Best Damn Thing.
Le single s'est classé à la 51e position en Autriche, à la 64e en Allemagne, à la 14e en Belgique néerlandophone et à la 18e en Belgique francophone pour l'Europe.
Le clip vidéo de Girlfriend est réalisé par Wayne Isham et filmé le 28 février 2008.